# Хрен (приправа)
Хрен (столовый) — приправа из корнеплода одноимённого растения.

## История

### В России

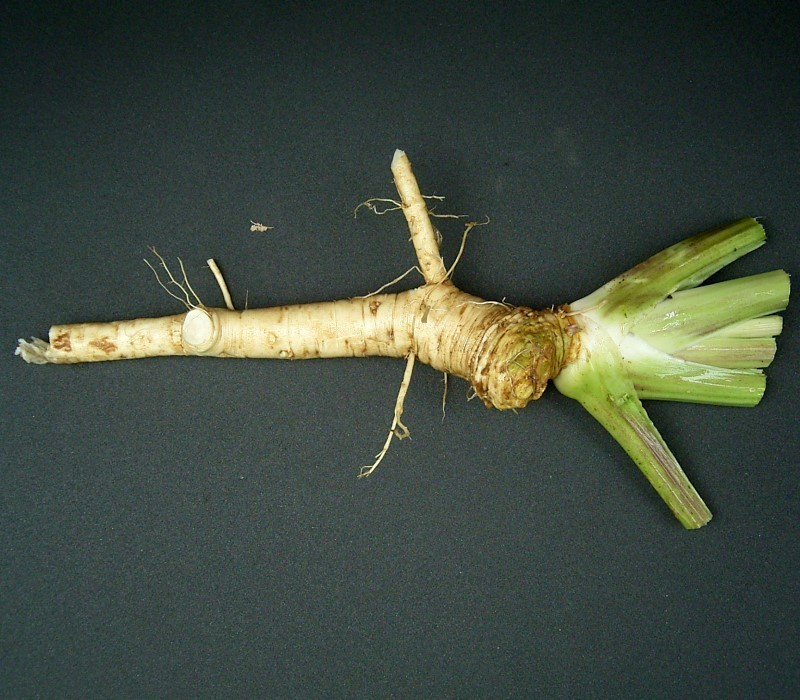
Корень хрена

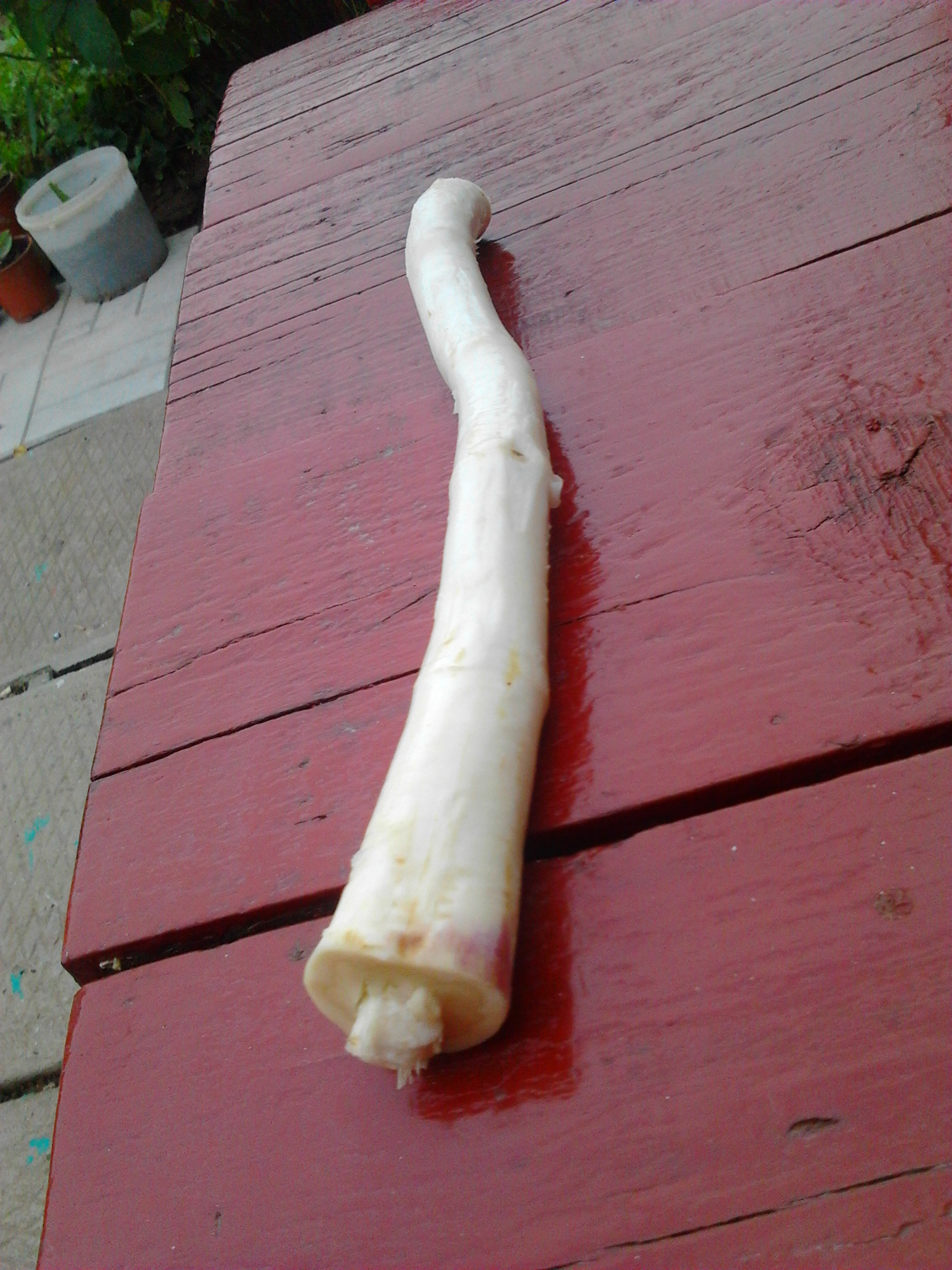
Очищенный корень хрена

Приправа из хрена в русской кухне была долгое время (до конца XVIII — начала XIX века) наиболее распространённой и широко доступной. Тем не менее, точная её история неизвестна.
В конце XVIII века русский хрен в повседневном питании был потеснён более дешёвой и стойкой в хранении горчицей.
На сегодняшний день хрен в России считается практически обязательной приправой к заливному и холодцу, но по желанию может употребляться и со многими другими блюдами.
Исторически хрен домашнего приготовления не содержал уксус, однако сегодня многие промышленно произведённые варианты его содержат.
Существует точка зрения, что в старину хрен столовый обычно готовили перед подачей на стол и долго не хранили. Однако сегодняшние промышленные методики консервирования позволяют производить его в больших масштабах и хранить в герметично закрытых банках долгое время.
Кроме классического белого хрена, существует хрен красный — с добавлением свёклы. Того же типа приправа, которая отличается тем, что её основу составляет свёкла, к которой прибавляют немного хрена (а не наоборот) в польской кухне именуется цвикла.

### В других странах

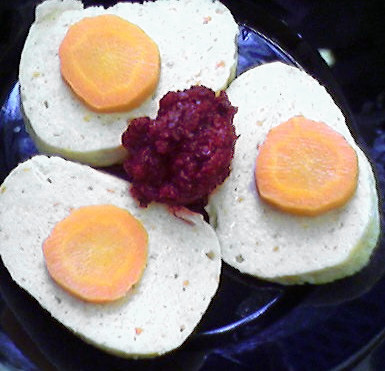
Фаршированная рыба, сервированная с красным хреном и кусочками моркови — типичное блюдо евреев-ашкеназов в США

Приправы из хрена исторически были распространены не только в России, но и среди других славянских народов Восточной Европы. От них хрен попал к евреям-ашкеназам. Еврейская диаспора в США (потомки выходцев из Российской империи и Польши) до сих пор использует хрен («хрейн» или «horseradish») как приправу к традиционной фаршированной рыбе («гефильте фиш»), тогда как основной массе англо-американцев эта приправа практически неизвестна. Ценность хрена столового, с точки зрения религиозных евреев, состоит, в частности, в том, что правильно приготовленная приправа из хрена без сторонних добавок является «парве», то есть может употребляться как с мясными, так и с молочными блюдами. Это, однако, не относится к хрену, содержащему сливки или другие посторонние добавки.
В Германию и Австрию хрен, попал, как считается, из России (но эта версия нуждается в проверке, поскольку данная приправа существовала там, по меньшей мере, с XVI века). Со временем, в этих странах получил наибольшее распространение столовый хрен со сливками, обладающий куда более мягким вкусом, чем обычный столовый хрен.
Со временем, слухи о существовании такой приправы докатились и до англичан, которые стали рассматривать хрен столовый в качестве приправы для ростбифа. Уже английский ботаник и врач Джон Джерард (1545—1612) рекомендовал употреблять хрен и как глистогонное (!) лекарственное средство, и как приправу, сообщая, что «добавив к нему небольшое количество уксуса, немцы обычно используют его как соус к рыбным и другим блюдам, к которым мы (т.е. англичане) подаём горчицу». Спустя почти три столетия, британская энтузиастка лечения травами Mод Грив в книге «A Modern Herbal» («Современный травник», 1931) предлагала залитый молоком тёртый корень хрена использовать в качестве косметического средства, который восстанавливает утраченный цвет лица, а сам «сок хрена, смешанный с белым уксусом, применять наружно для удаления веснушек».

## Противопоказания
Хрен неблагоприятно воздействует на больные почки и печень, повреждённую слизистую оболочку желудка и кишечника. Поэтому употреблять его в пищу или для самолечения нельзя при гастритах, язвах желудка, энтероколитах, нефритах, дуоденитах и других заболеваниях желудочно-кишечного тракта, почек и печени.

## Разновидности

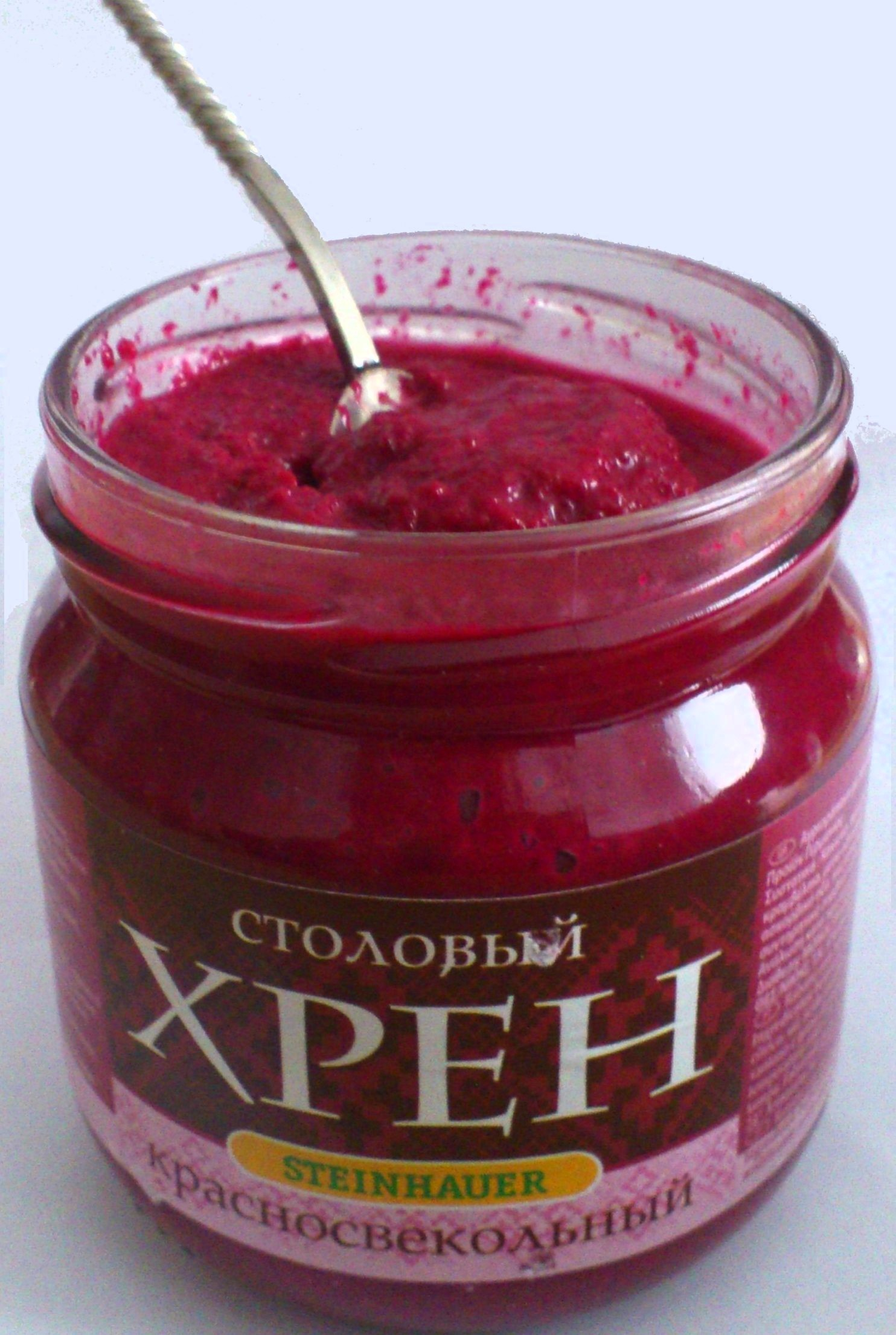
Хрен со свеклой

В классической русской кухне хрен всегда готовили только непосредственно к столу и старались не оставлять его более чем на один-два дня, так как считалось, что хрен должен быть своеобразно пикантно-острым, а оставленный на срок более двух суток после приготовления, он терял свой вкус. К тому же по-русски хрен всегда готовили без уксуса.
Хрен на уксусной основе, или так называемый «хрен по-польски», готовили в Белоруссии, на Волыни и в Литве.
В Закавказье в эту приправу добавляют 1,5 % раствор домашнего винного уксуса и, кроме того, подкрашивают хрен свекольным соком. Этот вид хрена-приправы употребляют с грузинским холодцом из поросёнка — мужужи, в то время как русский вид хрена-приправы рассчитан на телячий или говяжий холодец, на заливное из птицы и на блюда из заливной и отварной рыбы.
Японскую приправу васаби, приготовляемую из корнеплода растения эвтрема японская (которое, как и хрен обыкновенный, относится к семейству капустных) в России часто именуют «японский хрен».